# Война в Ирак (2003)
Войната в Ирак е името, използвано като описание за конфликта, състоял се през март и април 2003 на територията на Ирак. Мащабните бойни действия официално приключват на 1 май 2003, но скоро след това се появява движение за съпротива и на практика военните действия не са спирали. Войната започва на 20 март 2003, когато САЩ и Великобритания, под претекст че режимът създава оръжия за масово поразяване, атакуват Ирак по въздух, суша и море, подкрепени от Австралия, Дания, Полша и Испания. Започването на войната е силно критикувано от редица държави по света поради липсата на нужната декларация от страна на Съвета за сигурност на ООН, която да узакони инвазията на коалиционните сили. Самата война продължава почти 1 месец и успява да постигне една от двете си основни цели – сваляне на режима на Саддам Хюсеин. Съюзниците обаче не откриват запаси от оръжия за масово унищожение, нито лаборатории за тяхното произвеждане.

## Причини за войната
След Войната в Персийския залив през 1991 г. отношенията между САЩ и Ирак продължават да се влошават. От една страна надеждите, че режимът на Саддам Хюсеин ще бъде премахнат чрез бунтове на самите иракчани се стопяват, а от друга – липсата на еднозначна резолюция от страна на ООН, че Ирак се е съобразил с наложените ограничения след последната война, тревожи американците. Мнозина вярват, че той не е прекратил програмите за разработка на оръжия за масово унищожение и активно търси начин да разработи атомна бомба. В началото на 90-те и по време на управлението на Бил Клинтън в страната са въведени специални зони, в които не е разрешено да навлизат иракски самолети и хеликоптери. Тези зони обхващат северните части на страната, населени с кюрди, които са обект на чести атаки от страна на силите на Саддам Хюсеин, а също така и южните райони, където живеят шиитите – мнозинство сред населението, но малцинство в политически план.
След атаките от 11 септември 2001, американското правителство обявява война срещу световния тероризъм и представя списък на държави, криещи или помагащи на терористи според САЩ – в списъка са включени Ирак, Иран, Северна Корея и Сирия. Скоро след това, осъзнавайки, че имат необходимата подкрепа за военна намеса в Ирак, американските държавници започват да оказват натиск над режима на Саддам Хюсеин да позволи на оръжейните инспектори на Международната агенция за ядрена енергия (МААЕ) да посетят няколко обекта в страната. ООН приема резолюция 1441, която позволява на инспекторите да извършат необходимите проверки. През цялата 2002 и в началото на 2003 САЩ продължават да упражняват натиск и се опитват да накарат Ирак да се съобрази с изискванията, поставени в резолюция 1441. На 6 март 2003 инспекторите публикуват доклад, в който обявяват, че не вярват, че Ирак – с настоящата си икономика и ниво на развитие – е в състояние да разработва или да поддържа програми за разработки на оръжия за масово унищожение. Въпреки това Ханс Бликс – ръководителят на екипа от инспектори – изявява съмнение, че Ирак няма такива запаси. Според него е най-малкото странно, че Ирак претендира да е унищожил запасите си от антракс и VX, но според режима документите, свидетелстващи за това са изгубени – прекомерната изрядност е сред отличителните черти на управлението на Саддам Хюсеин. През февруари 2003 САЩ и Великобритания се опитват да получат разрешение от Съвета за сигурност на ООН за инвазия на Ирак, но предупреждават страните-членки на ООН, че ще атакуват със или без нужната резолюция. Официалните причини, представени от съюзниците за инвазията, са, че правителството на Ирак и неговия водач, Саддам Хюсеин:
- нарушават човешките права, стигайки дори до форми на геноцид;
- не са представили категорични доказателства, че са прекратили програмите за разработка на оръжия за масово унищожение и че са унищожили наличните си запаси от биологични, химични, ядрени и други секретни оръжия;
- подкрепят и осигуряват финансово терористи и терористични организации, които с действията си застрашават сигурността на САЩ и всички американци.

## Оръжията за масово унищожение
Още преди началото на войната водещият операцията на оръжейните инспектори на ООН в Ирак Ханс Бликс споделя пред няколко водещи медии, че не вярва режимът да е в състояние да поддържа програми за разработка на оръжия за масово унищожение. Няколко месеца след началото на окупацията той вече се съмнява, че в Ирак изобщо е имало такива оръжия, а в края на 2004 един от другите инспектори, Скот Ритър, казва че е абсолютно убеден, че в страната не е имало такива оръжия. На подобно мнение преди и по време на войната е и голяма част от международното общество, но САЩ продължават да подкрепят своята теза и твърдят, че имат неопровержими, но секретни доказателства за наличието на забранени оръжия.
След като основните бойни операции приключват, правителството на САЩ съставя специална група, която е изпратена в Ирак, за да търси оръжията. Неин водач е Дейвид Кей, който през есента на 2004 представя финалния си доклад. Според него в страната не са открити забранени оръжия и по всичко личи, че такива е нямало. Въпреки това инспекторите откриват различни елементи – затвор-лаборатория, вероятно използван за експерименти с биологични оръжия върху хора, няколко вида бактерии, открити в дома на високопоставен иракски учен, различни документи, оборудване за произвеждане на гориво за ракетите Скъд, планове и чертежи за ракети с голям обсег на действие, и дори кореспонденция със севернокорейски представители относно размяна на оръжейни планове и разработки. В доклада се споменава, че е възможно голяма част от оборудването и самите оръжия да са били заровени от режима малко преди инвазията на коалиционните сили, тъй като близо до Багдад бяха открити няколко заровени самолета, които са били годни за бой, но въпреки това са били скрити от военновъздушните сили. Според Дейвид Кей голяма, но неопределена част от програмите за разработка на химически и биологични оръжия може да е била пренесена в Сирия в първите седмици на 2003, броени дни преди началото на войната.
На 2 март 2004 ООН оповестява рапорт от оръжейните инспектори, в който те потвърждават, че Ирак със сигурност не е имал никакви оръжия за масово унищожение след 1994.
На 6 октомври групата, сформирана от правителството на САЩ, официално обявява своите разкрития – те не намират доказателства за наличието на забранени оръжия, и според тях е било невъзможно Ирак да произвежда каквито и да е било след наложените санкции от 1991.
На 12 януари 2005 американските войници в Ирак официално прекратяват търсенето на такива оръжия.

## Връзки между Саддам Хюсеин и Ал-Каида
Друга от основните причини за инвазията, посочени от САЩ, е вероятната връзка на режима на Саддам Хюсеин с терористични организации, и в частност с Ал-Каида. Американското правителство на няколко пъти изказва предположението, че групировката има лагери за обучение на терористи на територията на Ирак и че самият Саддам Хюсеин я подпомага финансово. Водачът на Ал-Каида – Осама бин Ладен – категорично отрича това, наричайки иракския президент „неверник“. Възгледите на организацията противоречат на управлението в Ирак и тя се дистанцира от него.
Въпреки това има причини Ирак да бъде обвързван с терористични организации: единственият терорист, успял да се измъкне от САЩ след атаките срещу Световният търговски център през 1993 – Абдул Рахман Ясин – намира убежище именно там, и дори получава дом и парични помощи от режима на Саддам. Впоследствие се оказва, че въпреки няколкото състояли се срещи между представители на Ал-Каида и такива на режима, не се стига до никакви сериозни действия помежду им. В Ирак обаче действа радикалната ислямистка групировка Ансар ал Ислам, контролираща няколко селища в планинска област в северозападните части на страната, близо до границата с Иран. Тя стои зад няколко големи атаки срещу кюрдски политически партии и коалиционни сили и има доказани връзки с правителството на Саддам Хюсеин.

## Развитие на войната
След 1991 САЩ и други коалиционни членки са активни участници в конфликт от ниско ниво на територията на Ирак. Често се извършват бомбардировки над предварително посочени обекти с цел дестабилизиране на военната инфраструктура на държавата. През лятото на 2002 американските ВВС започват операция „Южен Фокус“, която продължава до началото на март 2003. Акцията е секретна и е обявена чак през лятото на 2003, а целта и са специално подбрани военни обекти в южните части на страната.
Броени дни преди началото на войната почти всички смятат, че първите няколко дни, ако не и седмици, ще са период на тежки бомбардировки, подобно на войната в Персийския залив или тази в Афганистан. В действителност, идеята на американското правителство е различна – планът е за едновременни въздушни атаки и нахлуване по суша. Войската ще се старае да стигне максимално бързо до столицата, избягвайки големите градове и уличните боеве. Сред проблемите, които очакват, са пясъчни бури, битки в градовете и засади.

### Март – април 2003
В 3:30 българско време на 20 март 2003 серия от силни експлозии разтърсва централен Багдад. В 4:15 Джордж Буш обявява, че е заповядал извършването на атаката, вярвайки че може да премахне Саддам Хюсеин още с първия удар. По заповед на Пентагона са изстреляни 36 ракети „Томахоук“ и в бомби GBU-27, всяка с тегло от близо половин тон. Няколко часа по-късно иракската държавна телевизия пуска реч на президента, но американските информационни служби не могат да потвърдят, че Саддам е жив. Появяват се слухове, че той е загинал в първоначалната атака. Рано сутринта журналисти съобщават за няколко силни експлозии близо до съюзническите бази в северен Кувейт. По-късно става ясно, че иракските войски са изстреляли няколко ракети Silkworm, но така и не се установява дали те са били с обикновени бойни глави или не.
На 21 март 2003 започва и мащабна сухопътна офанзива – британските сили прекосяват границата и стигат до малкия, но стратегически важен пристанищен град Ум Касър, като успяват да завладеят част от него. Част от тях достигат на няколко километра от втория по големина иракски град Басра, но не продължават напред. Американските сили доближават Насирия, където очакват първата по-сериозна съпротива. Иракските войници запалват 7 петролни кладенца и няколко предварително приготвени канала, пълни с петрол – големите количества дим и високите температури често заблуждават термалните датчици на ракетите на американците. В 5 часа българско време започва и обещаната от коалиционните сили „невиждана в модерно време“ въздушна кампания. Официалното име на операцията е „Шок и Ужас“, което по-късно се превръща в нарицателно за всяка масирана въздушна бомбардировка, чиято цел е да всее страх в редиците на врага чрез демонстрация на сила и превъзходство. За по-малко от 1 час по Багдад са изстреляни над 320 ракети Томахоук, като според иракското министерство на информацията ранените са над 200 души. Късно вечерта в Южен Ирак американските войници се натъкват и на първите гнезда на съпротива – иракчаните се бранят, използвайки 122 милиметрови оръдия, за да обстрелват позициите на съюзниците.
На 22 март британските части достигат до предградията на Басра, където няколко часа водят ожесточена битка с танкове на иракската войска. По-късно британците се изтеглят обратно към Ум Касър. В Багдад продължават бомбардировките, но този път те са съсредоточени върху крайните квартали на столицата. На следващия ден битката за Басра навлиза в решителната си фаза – британски и американски части завладяват летището извън града и навлизат в крайните квартали. Американски войници навлизат в град Насирия, на около 360 километра южно от Багдад, където попадат на добре планирана засада. 16 войници са заловени, като по-късно иракската телевизия показва видео, на което се виждат 5 от тях, както и 4 тела в униформи. При друг инцидент близо до Насирия загиват 10 американски морски пехотинци – телевизия CNN излъчва кадри с колона от горящи американски бронирани коли и дори 1 унищожен танк M1 A1 Abrams.
Сутринта на 24 март американските ВВС провеждат операция срещу дивизия „Медина“ в областта на Кербала. Около 30 хеликоптера AH-64 Apache атакуват позициите на иракчаните, но срещат ожесточена съпротива, и само 2 от тях успяват да изпълнят задачите си. Една машина е свалена от вражески огън, но двамата и пилоти са спасени. В същото време Арабската Лига гласува резолюция, настояваща коалиционните сили незабавно и безусловно да се изтеглят от Ирак и да прекратят военните действия. Само една от 22-те страни членки гласува против решението – Кувейт. Събитията в Южен Ирак продължават да се развиват с невероятни темпове – на 25-и в Басра избухва бунт на шиитите срещу иракските войски. Силите на Саддам Хюсеин използват артилерия, за да прекратят бунта, но не успяват. В същото време британските части започват да настъпват към центъра на града, макар и бавно. В Насирия американски войници откриват над 3000 маски и униформи, предназначени за ползване при наличие на химически оръжия във въздуха. Те се натъкват на зловещата находка в изоставена болница в покрайнините на града, където откриват и един танк Т-55, както и множество муниции. Силни пясъчни бури затрудняват по-нататъшното придвижване на машините и армията е принудена да спре.
На 27 март е завзет стратегически важният мост при Самава. 2 дни по-късно силна експлозия събужда столицата на Кувейт – Кувейт Сити. Иракска ракета „Silkworm“ се взривява в хипермаркет в центъра на града, като по чудо няма жертви. По-късно през деня атентатор самоубиец, каращ жълто такси, се взривява близо до група американски войници, убивайки четирима и ранявайки над 10. Иракският вицепрезидент Таха Ясин Рамадан обявява, че народът ще използва всички възможни средства, за да спре инвазията на коалиционните сили. На 1 април специални части спасяват американските войници, държани като заложници в Насирия от 26 март. Информацията относно тяхното местоположение попада в ръцете на американското командване благодарение на иракски адвокат, който след края на войната получава зелена карта и заедно с цялото си семейство се премества да живее в САЩ.
На 2 април U.S. войските най-после достигат до крайните квартали на столицата Багдад, където срещат сериозна съпротива от страна на малки, но добре организирани отряди на иракската специална гвардия. На следващия ден под коалиционен контрол вече е международното летище „Саддам“ в южните части на града. На 9 април Багдад окончателно пада след сравнително лека съпротива, изключвайки споменатите части на специалната гвардия. Американските сили символично прекратяват 24-годишното управление на Саддам Хюсеин, събаряйки негова огромна статуя в центъра на града. Иракчаните излизат по улиците, за да празнуват падането на режима, но по същото време в града започват масови обири на банки, магазини, и дори на Националния музей на Ирак. Приближените на режима, както и голяма част от войниците, се стопяват и се смесват с местното население. На 10 април кюрдски сили завладяват град Киркук, а на 13 април пада и последният по-голям град все още под контрола на режима на Саддам – родният град Тикрит на вече бившия президент на Ирак. На 15 април коалиционните сили обявяват, че вече контролират цялата страна.

### Вандализъм, грабежи, щети
В дните след падането на Багдад в столицата цари абсолютен хаос. По улиците върлуват въоръжени банди, които обират магазини, банки, правителствени сгради и дори Националния музей на Ирак. До няколко седмици в града се възцарява сравнително спокойствие, но нанесените щети са твърде големи и градът не успява да се възстанови бързо. От музея липсват неопределен, но голям брой от 170 000-те експоната, а твърденията на иракчани, че американските военни са охранявали министерството на петрола и министерството на вътрешните работи впоследствие се оказват вярни. Скоро агенти на ФБР пристигат в Ирак, за да помогнат при издирването на изчезналите артефакти. До края на 2004 г. музеят отново е отворен за посетители, а в рамките на постоянната изложба се намират почти 160 000 експоната. От останалите 10 000 все още липсващи едва няколко десетки са от основната колекция, но най-ценните екземпляри са намерени от американските агенти – голяма част от тях са върнати от крадците срещу парично възнаграждение и опрощаване на извършените престъпления. Най-ценните експонати са открити скрити от управниците на музея в тайници в централната иракска банка и в самия музей – вероятно те са били преместени там броени дни преди началото на войната.
С това проблемите с историческото наследство на Ирак не приключват – редица изтъкнати професори информират световната общественост, че на територията на древния град Вавилон американските ВВС са построили няколко хеликоптерни площадки, и заради мощните вибрации през лятото на 2004 са се срутили покрива на храма на Нинма и една от стените на храма на Набу, и двата от 6 век пр.н.е. В следвоенен Ирак често има и проблеми с електрозахранването, което кара много експерти да считат, че редица ценни артефакти, нуждаещи се от постоянно охлаждане или поддържане на специфични условия, са застрашени от унищожение.

### Край на мащабните военни действия
На 1 май 2003 Джордж У. Буш каца на американския самолетоносач USS „Ейбрахъм Линкълн“ в самолет Lockheed S-3 Viking, където държи реч, обявявайки края на мащабните военни операции в Ирак. Опонентите на войната критикуват това събитие и го описват като твърде скъпо и напомнящо холивудски филм. Правителството се оправдава, че кацането на президентът със самолет е било необходимо, тъй като корабът е бил твърде далеч от брега. Впоследствие става ясно, че плавателният съд е бил достатъчно близо до брега, за да се стигне до него с хеликоптер, а броени часове преди прякото предаване капитанът го завърта, така че камерите да не видят брега на хоризонта. Една от другите причини тази реч да има толкова противници е огромният плакат „Мисията изпълнена“, който моряци разпъват на контролната кула на самолетоносача преди речта на президента – през лятото на 2003 в Ирак се появява партизанско движение, което до голяма степен обезсмисля ефектът от това мото. Въпреки официалното обявяване на края на мащабните военни действия, американската армия на няколко пъти провежда големи по размер операции – например през април 2004 срещу Армията на Мехди в Южен Ирак или през ноември 2004 при обсадата на Фалуджа.

### Съпротивата в Ирак

#### Шиитски екстремисти

##### Муктада ал-Садр
Муктада ал-Садр е млад иракски проповедник, открит противник на присъствието на коалиционни сили в Ирак и основател на армията на Махди. Неговите последователи действат главно в квартал Садр Сити в Багдад, Наджаф, Кут, Басра и южните райони на страната. През април 2004 г. Садър е обвинен в организирането на убийството на имам Абдул Маджид ал-Хоеи година по-рано. Американските военни затварят офисите на неговия вестник в Багдад, както и сградите му в Наджаф, което провокира Армията на Махди да започне бунт в столицата и южните райони. Безредиците са овладени едва през юни на цената на почти 100 загинали американски войници и близо 500 бунтовници.
През август напрежението отново ескалира и Армията на Махди поема контрола върху градовете Кут и Куфа. След двуседмични боеве е обявено примирие, но по време на боевете загиват около 80 коалиционни войници и около 350 поддръжници на Садр. След този втори бунт Армията на Махди се оттегля в на практика контролираните от тях Наджаф и Кут и провежда мирни демонстрации в протест на присъствието на чужди войски на територията на Ирак.
След тези инциденти Садр продължава да поддържа своята армия като конвенционална сила. На изборите през 2005 г. неговата организация печели 32 места в новия парламент, което му дава сериозен глас при вземането на бъдещи решения. През 2007 г. напуска страната в посока към Иран, най-вероятно поради сериозните проверки от страна на американските сили. При обиск на сграда в един от кварталите в Багдад войници откриват книга със записки, съдържащи конкретна информация, че Армията на Махди организира отряди с цял прогонване и сплашване на сунити от райони, където те доминират.
През 2008 голяма част от въоръжените му сили са разпуснати, като само най-елитните части остават активни. Самият Садр неколкократно повтаря призивите си за атаки срещу коалиционните сили, особено по време на конфликта между Израел и Хамас в ивицата Газа. На 1 май 2009 г. прави изненадващо посещение в Анкара, където се среща с премиера Реджеп Ердоган и президента Абдула Гюл. Очаква се неговата организация да отвори регионален офис в Истанбул до края на годината. Садр живее в Техеран, но се готви за евентуално завръщане след изтеглянето на по-голямата част от американските сили в края на 2011 г.

##### Организация Бадр
Организацията Бадр (известна също като Бригадите Бадр) е въоръженото крило на Висшия Ислямски съвет на Ирак. Групата е активна главно в Южен Ирак, а централата и се намира в Кербала. Основана е от правителството на Иран по време на войната с Ирак и тогава е съставена главно от иракчани, принудени да напуснат собствената си страна. След края на войната през 1988 г. тя продължава да е активна и се завръща в Ирак след началото на втората война в залива през 2003 г. Въпреки че се бие рамо до рамо с коалиционните сили, мнозина упрекват организацията за тесните ѝ връзки с Иран. Бригадите са сред главните заподозрени за редица убийства на високопоставени полицаи и агенти от новото иракско правителство.

#### Мащаби на съпротивата
Въпреки че атаки срещу коалиционните сили има на цялата територия на Ирак, те са основно концентрирани в няколко района. В северните части това са градовете Мосул, Киркук и Тал Афар, в Централен Ирак всички градове в така наречения Сунитски триъгълник, както и Бакуба и Триъгълникът на смъртта, а в южните райони – Басра, Наджаф, Кербала, Кут и Дивания.
Точния брой на членовете на съпротивата не е известен, но се предполага, че те наброяват между 15 и 25 000 бойци, подкрепяни от няколко пъти повече помощници. Сили на съпротивата контролират по-голямата част от западната провинция Ал Анбар, където броят на американските войници (около 20 000) е недостатъчен, за да се упражнява постоянен контрол върху градовете. Съпротивата държи градовете ал-Куаим и Самара, както и големи части от Рамади и Бакуба. Най-големият бастион на противниците на окупацията беше Фалуджа, където американските сили проведоха неуспешна операция през април 2004 г. При повторната обсада на града през ноември същата година по-голямата част от бунтовниците или напуснаха града, или бяха убити или пленени от коалиционните сили. При атаката цели квартали бяха почти напълно унищожени, а оттогава насам градът се намира в режим на ограничен достъп. Смята се, че преди втората обсада в града са се намирали между 2000 и 5000 бунтовници. Голям брой членове на съпротивата се намират и в Багдад (между 2000 и 4000), Самара (около 2000), Бакуба (1000) и Рамади (1000).

#### Организации
- Армията на Мехди
- Ал Ауда (Завръщането)
- Федаин Саддам
- Единобожие и Джихад – официално прекръстена на Ал-Каида в Ирак
- Ансар ал-Сунна
- Групата на черните знамена (ар-Раят ас-Сауда)
- Армията на Мохамед
- Иракска Национална Ислямистка Съпротива (Бригади на революцията от 1920)
- Насерити
- Салафи (Муджахидински батальони на Салафи в Ирак)

## Жертви
Следната таблица представлява статистика за жертвите на войната. Информацията е обновена за последно на 30 август 2012.
| Ирак                                     | Няма цялостно изследване на иракските жертви. Предполагаемия брой на убитите цивилни от началото на войната през март 2003 до април 2009 е най-малко 650 000. Само за периода от март 2005 до юли 2011 при терористични атаки са загинали около 51 000 цивилни. | Източници         |
| САЩ                                      | 4486 загинали (най-малко 46 132 ранени) | [ 1 ] [ 2 ]       |
| Войници от други държави от коалицията   | 318 загинали | [ 3 ]             |
| Похитени или безследно изчезнали войници | 1 | [ 4 ] [ 5 ] [ 6 ] |
| Цивилни лица от други държави            | най-малко 468 загинали (март 2003 – август 2009)2 | [ 7 ]             |
| Журналисти                               | най-малко 164 | [ 8 ]             |
| Иракски полицаи или войници              | 10 125 (март 2003 – юли 2011)3 | [ 9 ]             |

1 На 23 октомври 2006 при операция в Багдад изчезва един американски военнослужещ от иракски произход.
2 Истинският брой на убитите цивилни граждани от други държави вероятно е много по-висок, тъй като не всички компании и организации със служители на територията на Ирак са съобщили конкретния брой жертви и ранени.
3 Става дума за загиналите полицаи и войници от новосъздадени служби, а не тези от времето на режима на Саддам Хюсеин.
Освен САЩ, още 22 държави дават военни жертви в Ирак:
- Великобритания – 179 загинали
- Италия – 33 загинали (32 военни, агент на разузнаването)
- Полша – 23 загинали
- Украйна – 18 загинали
- България – 13 загинали
- Испания – 11 загинали (2 военни, военен дипломат, 8 агенти на разузнаването)
- Дания – 7 загинали
- Грузия – 5 загинали
- Салвадор – 5 загинали
- Словакия – 4 загинали
- Латвия – 3 загинали
- Румъния – 3 загинали
- Тайланд – 2 загинали
- Нидерландия – 2 загинали
- Естония – 2 загинали
- Австралия – 2 загинали
- Унгария – 1 загинал
- Казахстан – 1 загинал
- Чехия – 1 загинал
- Южна Корея – 1 загинал
- Азербайджан – 1 загинал
- Фиджи – 1 загинал

## Често използвани фрази
- Шок и ужас (от английски: Shock and Awe) – неофициалното наименование на бомбардировката в първите дни на войната, целяща да сплаши врага чрез демонстрация на военна мощ.